# Kazimierz Bizański
Kazimierz Bizański (ur. 6 października 1879 w Cewkowie, zm. po marcu 1952 w Lublinie?) – polski inżynier, taternik, fotograf.

## Życiorys
Urodził się w 1870 w Cewkowie. Był młodszym synem Stanisława Bizańskiego, krakowskiego fotografa, i jego żony Marii. Jego starszy brat Władysław odziedziczył zakład fotograficzny po rodzicach, Kazimierz fotografią zajmował się niezawodowo. Był kolegą z klasy gimnazjalnej Karola Englischa. Ukończył studia na Wydziale Mechanicznym Politechniki Lwowskiej (według innego źródła Wydział Chemiczny). Odbył służbę wojskową i praktykę zawodową w Witkowicach. Od 1905 do 1906 pracował jako konstruktor w dziale budowy kotłów w zakładzie Pierwsze Galicyjskie Towarzystwo Akcyjne Budowy Wagonów i Maszyn, przedtem Kazimierz Lipiński w Sanoku. Następnie do 1913 był zatrudniony na stanowisku inspektora Wiedeńskiego Towarzystwa Dozoru Kotłów Parowych. Po wybuchu I wojny światowej służył jako oficer w armii austriackiej.
Po odzyskaniu przez Polskę niepodległości został przyjęty do Wojska Polskiego. Został awansowany do stopnia kapitana rezerwy piechoty ze starszeństwem z dniem 1 czerwca 1919. W 1923, 1924 był oficerem rezerwowym 11 pułku piechoty. W okresie II Rzeczypospolitej od 1919 do 1924 był dyrektorem fabryki maszyn Kuźnica w Warszawie. Od 1924 do 1927 pracował we Lwowie w charakterze okręgowego inżyniera Stowarzyszenia Dozoru Kotłów w Warszawie. Od 1927 sprawował stanowisko dyrektora Stowarzyszenia Dozoru Kotłów w Warszawie.
Aktywnie wspinał się w Tatrach przede wszystkim w latach 1898–1908. Do jego partnerów należeli Janusz Chmielowski i przewodnik Klemens Bachleda. W tym czasie dokonał kilku istotnych przejść. W 1903 należał do pierwszych członków Sekcji Turystycznej Towarzystwa Tatrzańskiego. W 1902 wypowiadał się na tematy taternickie na łamach „Przeglądu Zakopiańskiego” (nr 36).

## Ordery i odznaczenia
- Złoty Krzyż Zasługi (9 listopada 1932)[8]

## Osiągnięcia wspinaczkowe
- pierwsze przejście przez Granacką Przełęcz (1901),
- pierwsze wejście górną częścią północnej ściany Jagnięcego Szczytu (1901, z Januszem Chmielowskim, Witoldem Chmielowskim, Adamem Lewickim i przewodnikami Klemensem Bachledą, Janem Bachledą Tajbrem, Jakubem Bachledą Jarząbkiem i Wojciechem Brzegą)[2],
- pierwsze wejście południowo-wschodnią granią Baranich Rogów (1901),
- pierwsze wejście północno-zachodnią ścianą Cubryny (1902),
- pierwsze wejście od Wschodniej Rumanowej Przełęczy przez Mały Ganek na Pośredni Ganek (1905),
- drugie wejście od północy na Żabią Przełęcz (1905)[3].